# Rasmus Bonde
Rasmus Bonde Nissen (* 26. September 1986 in Aarhus) ist ein dänischer Badmintonspieler. 

## Karriere
Rasmus Bonde gewann vier Nachwuchstitel in Dänemark und zwei Goldmedaillen bei Junioreneuropameisterschaften, bevor er 2007 erstmals bei den Erwachsenen bei den Swedish International Stockholm erfolgreich war. Weitere Siege folgten bei den Czech International, Dutch Open, Dutch International, Portugal International, Norwegian International und den Spanish International.

## Sportliche Erfolge
| Saison    | Veranstaltung                                    | Disziplin    | Platz | Name                                                 |
| --------- | ------------------------------------------------ | ------------ | ----- | ---------------------------------------------------- |
| 2000/2001 | Dänemark: Einzelmeisterschaften der Junioren U15 | Herrendoppel | 1     | Rasmus Bonde, Højbjerg / Ulrik Nielsen, Augustenborg |
| 2000/2001 | Dänemark: Einzelmeisterschaften der Junioren U15 | Mixed        | 1     | Rasmus Bonde, Højbjerg / Camilla Gemmer, Ishøj       |
| 2002/2003 | Dänemark: Einzelmeisterschaften der Junioren U17 | Mixed        | 1     | Rasmus Bonde, Aarhus / Christinna Pedersen, GUG      |
| 2003/2004 | Dänemark: Einzelmeisterschaften der Junioren U19 | Mixed        | 1     | Rasmus Bonde / Christinna Pedersen, Gug              |
| 2005      | Junioren-Europameisterschaft                     | Mixed        | 1     | Rasmus Bonde / Christinna Pedersen                   |
| 2005      | Junioren-Europameisterschaft                     | Herrendoppel | 1     | Rasmus Bonde / Kasper Faust Henriksen                |
| 2007      | Swedish International Stockholm                  | Mixed        | 1     | Rasmus Bonde / Christinna Pedersen                   |
| 2007      | Czech International                              | Mixed        | 1     | Rasmus Bonde / Christinna Pedersen                   |
| 2007      | Dutch Open                                       | Mixed        | 1     | Rasmus Bonde Nissen / Christinna Pedersen            |
| 2007      | Czech International                              | Herrendoppel | 1     | Kasper Henriksen / Rasmus Bonde                      |
| 2007      | Portugal International                           | Mixed        | 1     | Rasmus Bonde / Christinna Pedersen                   |
| 2007      | Türkei: Internationale Meisterschaften           | Mixed        | 3     | Rasmus Bonde / Christinna Pedersen                   |
| 2008      | Dutch International                              | Mixed        | 1     | Rasmus Bonde / Helle Nielsen                         |
| 2008      | Dutch International                              | Herrendoppel | 2     | Rasmus Bonde / Kasper Henriksen                      |
| 2008      | Czech International                              | Mixed        | 1     | Rasmus Bonde / Helle Nielsen                         |
| 2009      | Norwegian International                          | Herrendoppel | 1     | Rasmus Bonde / Simon Mollyhus                        |
| 2009      | Spanish International                            | Herrendoppel | 1     | Rasmus Bonde / Mikkel Delbo Larsen                   |